# 부리중학교
부리중학교(富利中學校)는 대한민국 충청남도 금산군 부리면 양곡리에 있는 공립 중학교이다.

## 학교 연혁
- 1969년 3월 8일 : 부리중학교 개교 (2학급)
- 1969년 11월 30일 : 학칙 변경(9학급)
- 1973년 1월 13일 : 학칙 변경(12학급)
- 2015년 3월 1일 : 학칙 변경(3학급)
- 2024년 1월 8일 : 제53회 졸업식(총 졸업생 5,536명)
- 2024년 3월 1일 : 제25대 박찬규 교장 부임
- 2024년 3월 4일 : 2024학년도 제56회 신입생 입학(16명)

## 참고 자료
- 부리중학교 - 한국교육학술정보원 학교알리미